# Фонтебуона (Фиренца)
Фонтебуона је насеље у Италији у округу Фиренца, региону Тоскана.
Према процени из 2011. у насељу је живело 391 становника. Насеље се налази на надморској висини од 362 м.